# Dawn (Thy Majestie)
Dawn è il quarto album in studio del gruppo musicale symphonic power metal italiano Thy Majestie, pubblicato nel settembre 2008. A gennaio 2022 il disco è stato completamente remixato e rimasterizzato e reso disponibile sui canali di vendita digitali

## Tracce
1. As You Fall
2. M.A.D.
3. Dawn
4. The Hunt
5. The Legacy Suite
6. Of Pain And Disgrace
7. To an Andless Devotion
8. Inferis Armata
9. Two Minutes Hate
10. The Legacy
11. Out The Edge
12. Day of the Changes
13. Through Heat and Fire